# Liste der Kulturgüter im Kanton Tessin
Die Liste der Kulturgüter im Kanton Tessin bietet eine Übersicht zu Verzeichnissen von Objekten unter Kulturgüterschutz in den 115 Gemeinden des Kantons Tessin (Ticino). Die Verzeichnisse enthalten Kulturgüter von nationaler, regionaler und lokaler Bedeutung.

## Geordnet nach Gemeinden in alphabetischer Reihenfolge
- Acquarossa
- Agno
- Airolo
- Alto Malcantone
- Aranno
- Arbedo-Castione
- Arogno
- Ascona
- Avegno Gordevio
- Balerna
- Bedano
- Bedretto
- Bellinzona
- Biasca
- Bioggio
- Bissone
- Blenio
- Bosco/Gurin
- Breggia
- Brione sopra Minusio *
- Brissago
- Brusino Arsizio *
- Cademario
- Cadempino
- Cadenazzo *
- Campo (Vallemaggia)
- Canobbio *
- Capriasca
- Caslano
- Castel San Pietro
- Centovalli
- Cerentino
- Cevio
- Chiasso
- Coldrerio
- Collina d’Oro
- Comano
- Cugnasco-Gerra
- Cureglia *
- Dalpe
- Faido
- Gambarogno
- Giornico
- Gordola *
- Grancia
- Gravesano *
- Isone *
- Lamone
- Lavizzara
- Lema
- Linescio *
- Locarno
- Losone
- Lugano
- Lumino
- Maggia
- Magliaso
- Manno *
- Massagno
- Melide
- Mendrisio
- Mergoscia
- Mezzovico-Vira
- Minusio
- Monteceneri
- Morbio Inferiore
- Morcote
- Muralto
- Muzzano
- Neggio
- Novazzano
- Onsernone
- Origlio
- Orselina
- Paradiso
- Personico
- Pollegio *
- Ponte Capriasca
- Porza
- Pura
- Quinto
- Riva San Vitale
- Riviera
- Ronco sopra Ascona
- Sant’Antonino *
- Savosa *
- Serravalle
- Sorengo
- Stabio
- Tenero-Contra *
- Terre di Pedemonte
- Torricella-Taverne
- Tresa
- Vacallo
- Val Mara
- Vernate
- Verzasca
- Vezia
- Vico Morcote

* Diese Gemeinde besitzt keine Objekte der Kategorien A oder B, kann aber (zzt. nicht dokumentierte) C-Objekte besitzen.